# Presslås

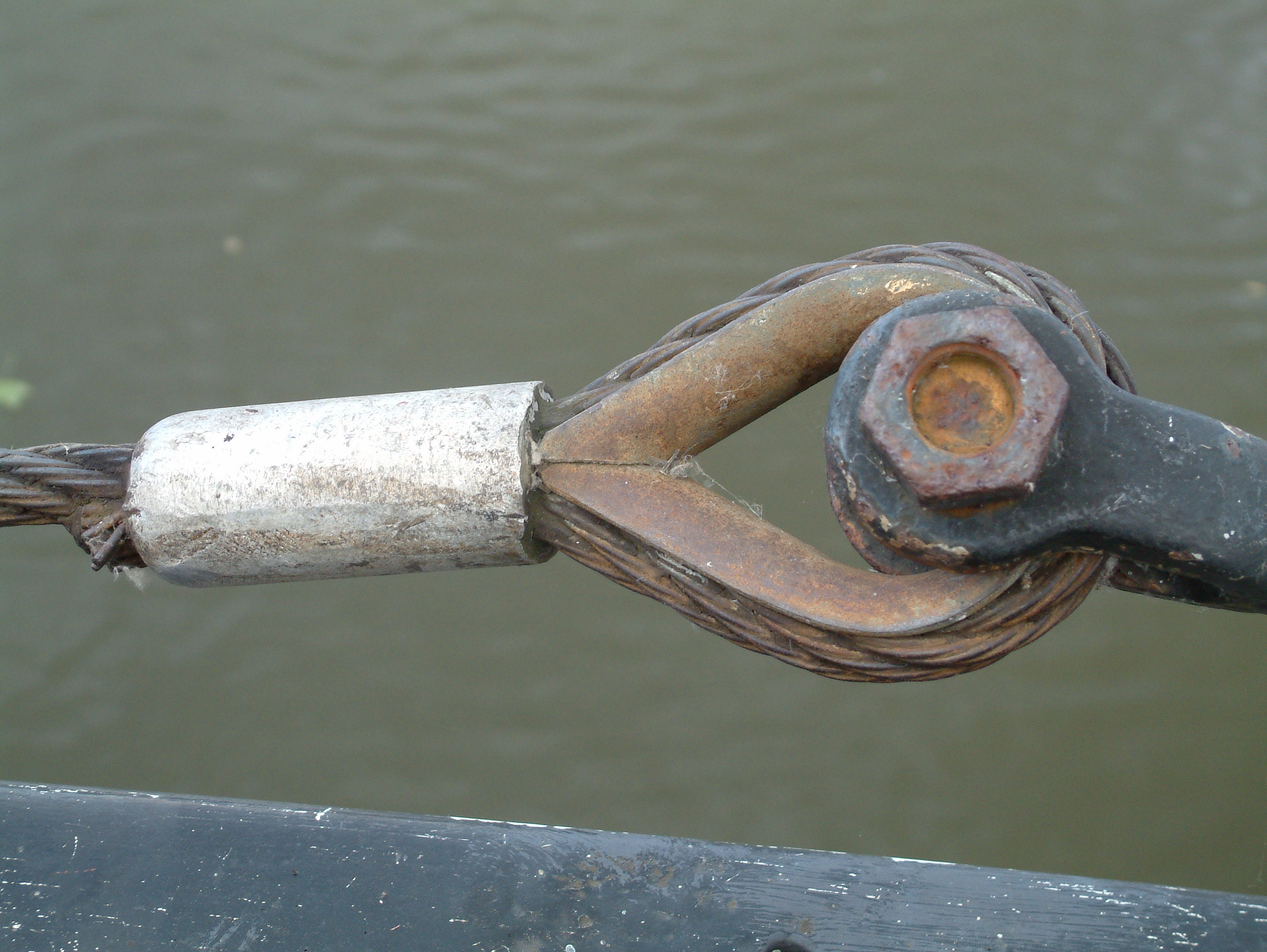
Presslås

Presslås är ett överdrag som träs på en stållina (vajer) för att göra en ögla. Förfarandet kallas mekanisk splitsning. Vajer och presslås läggs därefter i en hydraulisk press med speciella formar (pressbackar) som är anpassade efter storlek och typ av presslås. Låset pressas därefter samman så att låset flyter ut och lägger sig tätt runt vajern.
Presslås kan också pressas på en ände för att den inte ska repa sig.
Aluminium är det vanligaste materialet för presslås, men även stål och koppar förekommer.
Presslås kallas ofta taluritlås eller taluriter, efter ett varumärke som ägs av Talurit AB.